# Norwood (New Jersey)
Norwood – miasto w Stanach Zjednoczonych, w stanie New Jersey, w hrabstwie Bergen. W 2010 roku liczyło 5711 mieszkańców.